# Geranomyia inornata
Geranomyia inornata är en tvåvingeart som beskrevs av Paul Lackschewitz 1928. Geranomyia inornata ingår i släktet Geranomyia och familjen småharkrankar. Inga underarter finns listade i Catalogue of Life.